# Parque natural de Sintra-Cascaes
El Parque Natural de Sintra-Cascaes es un parque natural de Portugal. Se extiende desde la sierra de Sintra a las zonas de playa de Guincho y cabo da Roca. Se divide en dos zonas diferenciadas: la zona agrícola (donde se producen frutas y vino), y la zona costera con playas, acantilados y dunas.
En este parque hay un bosque primitivo con casi todas las especies de Quercus, como roble, arce y roble melojo. También se dan especies como: el eucalipto, el pino marítimo, el álamo, el sauce y la acacia.
En cuanto a la fauna, el parque cuenta con aves de presa como el halcón peregrino, el búho, el halcón, el azor y el águila perdicera. Hay aves marinas como gaviotas y petreles.

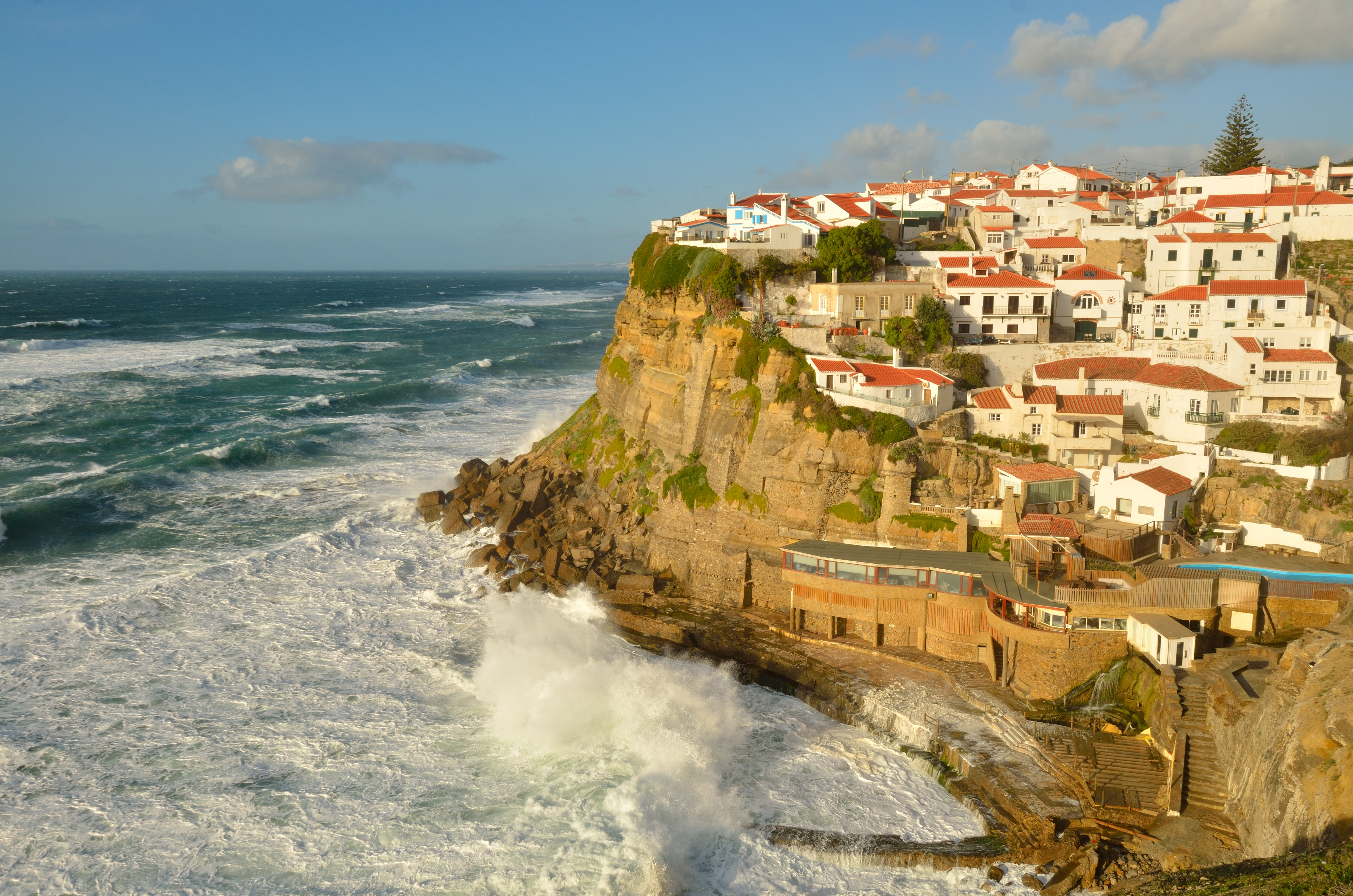
Azenhas do Mar.